# Albert Park (Vulkan)
Der Albert Park Volcano ist einer der Vulkane des Auckland Volcanic Field in Auckland auf der Nordinsel Neuseelands. Er befindet sich im Gebiet der Queen Street im Stadtzentrum Aucklands.
Von dem Vulkan sind durch Abbau des Gesteins und Einebnung der Landschaft zu Bauzwecken nur noch wenige oberirdische Anzeichen vorhanden.
Der österreichische Geologe Ferdinand von Hochstetter untersuchte das Gebiet 1859 und beschreibt den Albert Park als südöstlichen Teil eines „Tuffkegels oder versunkenen Schlackenkegels“. Zu seiner Zeit bedeckten Schlacke, Lavablöcke und verwitterte vulkanische Aschen das Gebiet. Aus ihrem Verteilungsmuster folgerte er, dass sie zu einem ehemaligen Explosionskrater mit umgebenden Tuffring gehörten, durch den sich der Queen Street Stream ein Tal gegraben habe. Er erstreckte sich vom Albert Park über das Queen Street Valley und von der Victoria Street bis zur Shortland Street. Er berichtet auch von Abbau der Schlacke am Nordhang von Albert Park.
Schon damals war die genaue Geomorphologie des Vulkans unklar.
Während des Zweiten Weltkrieges wurden unter dem Albert Park Luftschutztunnel gegraben, wobei man fast nur Sandstein vorfand. Auf dem nahegelegenen Gelände der Universität trafen Bohrungen und mehrere Baugruben für große Gebäude nach sechs bis acht Meter Tuff bereits auf Waitemata-Sandstein.
An der Kitchener Street, nahe der Auckland Art Gallery fand man den Stumpf eines von Menschenhand gefällten Baumes, der auf Sandstein wuchs und von acht Meter Vulkanasche überdeckt war. Damit gelang der Nachweis, dass das Gebiet zum Zeitpunkt des Ausbruches bereits besiedelt war. Godall siedelte den Vulkan ebenfalls nördlich der Victoria Street nahe der Kreuzung High Street/Chancery Lane an.
Bohrungen und Grabungen am Platz des alten Amtsgerichtes und dem Parkhaus in der Victoria Street legten eine Schicht von 30 m Lapilli über dem Sandsteinuntergrund frei. Da diese Schlackenablagerungen sich in kürzerer Entfernung vom Vulkan als die leichteren vulkanischen Aschen niederschlagen, muss sich der Vulkan in der Nähe befunden haben.
Man nimmt heute an, dass er – wie andere Vulkane des Aucklandfeldes – ein niedriger Schlackenkegel war und sich in der Nähe des alten Amtsgerichtes, nordwestlich des Albert Park befand. Er lag also nicht unmittelbar auf dem Gelände des namensgebenden Albert Parks. An dessen Nordhang können jedoch noch rötliche Schlackeablagerungen gefunden werden, die den hier bereits zuvor vorhandenen Sandsteinhang überdecken. Auch fand man einen kurzen Strom von Basaltlava aus der Basis des Parks in das Queen Street Valley.
Man geht daher heute davon aus, dass der Vulkan in einer Vertiefung zwischen den Sandsteinrücken des Albert Park und der Highland Street nahe dem alten Amtsgericht ausbrach. Nach einer explosiven Eruption, die bis zu acht Meter Asche ablagerte und den vorhandenen Wald unter sich begrub, erfolgten weitere Eruptionen, die einen kleinen Schlackekegel aufschütteten, von dem ein kleiner Basaltlava-Strom ausging.